# Cocorote (município)
Cocorote é um município da Venezuela localizado no estado de Yaracuy.
A capital do município é a cidade de Cocorote.